# Edmontosaurus
Edmontosaurus (/ɛdˌmɒntəˈsɔːrəs/ ed-MON-toh-SAWR-əs) là một chi khủng long hadrosauridae. Chi này gồm hai loài được biết đến: Edmontosaurus regalis và Edmontosaurus annectens. Hóa thạch E. regalis được tìm thấy ở các lớp đá miền tây Bắc Mỹ, vào thời kỳ Champagne của kỷ Creta (khoảng 73 triệu năm về trước), trong khi E. annectens được tìm thấy ở cùng khu vực nhưng vào thời kỳ Maastricht, 66 triệu năm trước. E. annectens là một trong những;oài khủng long phi điểu cuối cùng, sống cùng thời gian với loài Triceratops horridus và Tyrannosaurus rex ngay trước sự kiện tuyệt chủng kỷ Creta-Paleogen.
Edmontosaurus là một trong những chi hadrosauridae lớn nhất, dài 12 mét (39 ft) và nặng khoảng 4,0 tấn (4,4 tấn Mỹ). Nhiều mẫu vật tốt nhất không chỉ có xương, vài trường hợp còn có những mảng da lớn. Được xem là một chi của phân họ saurolophinae (hoặc hadrosaurinae), một nhóm hadrosauridae không có mào lớn, rỗng, thay vào đó là một cái mào nhỏ cứng hay mào thịt.
Edmontosaurus có lịch sử phân loại rắc rối vào cuối thế kỷ 19. Mẫu vật Edmontosaurus bị đặt dưới nhiều tên chi như Claosaurus, Diclonius, Hadrosaurus, Thespesius, và Trachodon, Anatosaurus và Anatotitan hiện nay đều được xem là đồng nghĩa với Edmontosaurus. Hóa thạch đầu tiên được đặt tên Edmontosaurus phát hiện ở miền bắc Alberta, tại thành hệ Horseshoe Canyon. Loài định danh, E. regalis, được Lawrence Lambe đặt tên năm 1917. E. annectens, ban đầu được Othniel Charles Marsh đặt tên năm 1892 là Claosaurus annectens và được biết đến như là Anatosaurus annectens trong vài năm.

Mô phỏng lại một con Edmontosaurus

Edmontosaurus phân bố rộng khắp vùng miền tây Bắc Mỹ. Phân bố hóa thạch Edmontosaurus cho thấy chúng sống quanh các đồng bằng ven biển. Chúng là khủng long ăn thực vật có thể đi bằng hai hoặc cả bốn chân. Edmontosaurus được cho là sống theo bầy, và có lẽ có tập tính di cư.

## Mô tả

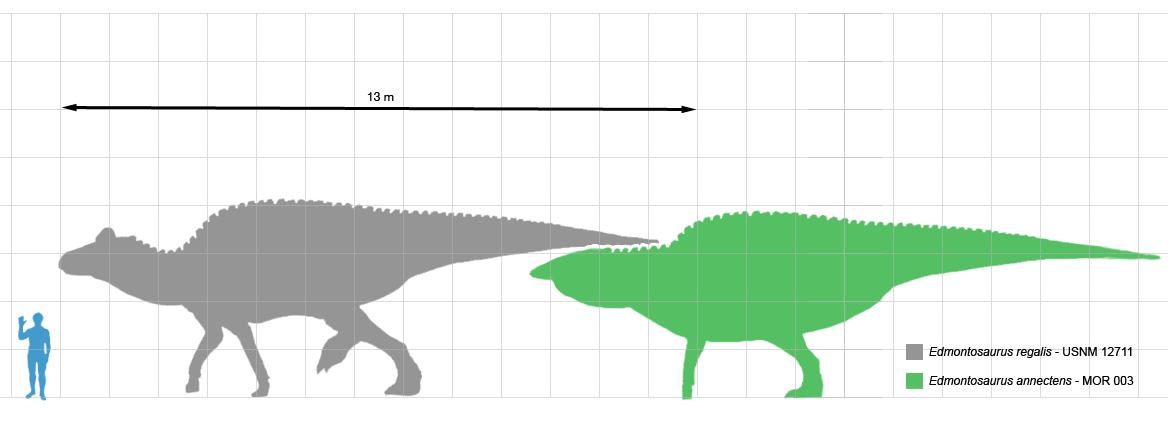
Biểu đồ so sánh hai cá thể trưởng thành của các loài E. regalis (màu xám) và E. annectens (màu xanh lá) với một con người

Edmontosaurus đã được mô tả chi tiết từ nhiều mẫu vật. Giống như những loài khủng long mỏ vịt khác, chúng là những con vật cồng kềnh với cái đuôi dài và dẹt bên mặt cạnh, cái đầu với một cái mõm mở rộng giống như con vịt. Chi trước không chắc chắn như chi sau, nhưng đủ dài để con vật đứng hoặc di chuyển. Edmontosaurus nằm trong số các chi khủng long mỏ vịt lớn nhất: tùy thuộc vào loài, một con lớn trưởng thành có thể dài 9 mét, và một số mẫu lớn hơn đạt tới chiều dài tầm 12 mét đến 13 mét. Trọng lượng của chúng có thể đạt đến 4,0 tấn. Theo truyền thống, E. regalis được coi là loài lớn nhất, mặc dù điều này đã bị thách thức bởi giả thuyết loài khủng long Anatotitan copei còn lớn hơn, hiện được coi là danh pháp đồng nghĩa của Edmontosaurus annectens, được đề xuất bởi Jack Horner và các đồng nghiệp vào năm 2004, và được hỗ trợ trong nghiên cứu của Campione và Evens trong năm 2009 và 2011. Mẫu điển hình của E. regalis, NMC 2288, được ước tính dài từ 9 đến 12 mét. E. annectens thường được xem là nhỏ hơn. Hai bộ xương trưng bày, USNM 2414 và YPM 2182, dài 8.00 m và 8,92 mét, tương ứng. Tuy nhiên, đây có lẽ là những cá thể nhỏ chưa trưởng thành, và có ít nhất một báo cáo về mẫu E. annectens tiềm năng lớn hơn nhiều, dài gần 12 mét. Hai mẫu vật vẫn còn đang được nghiên cứu trong bộ sưu tập của Bảo tàng Rockies - một cái đuôi dài 7,6 m được đánh số là MOR 1142 và một mẫu khác là MOR 1609 - chỉ ra rằng Edmontosaurus annectens có thể phát triển đến kích thước lớn hơn, cạnh tranh với kích thước của loài Shantungosaurus. Các mẫu vật của những cá thể này cho thấy chiều dài lên tới 15 m, theo như các nhà cổ sinh vật học. Những cá thể lớn như vậy của Edmontosaurus rất hiếm gặp do những yếu tố như căng thẳng, bệnh tật và động vật ăn thịt cản trở những con vật này đạt đến độ lớn lí thuyết.

### Hộp sọ

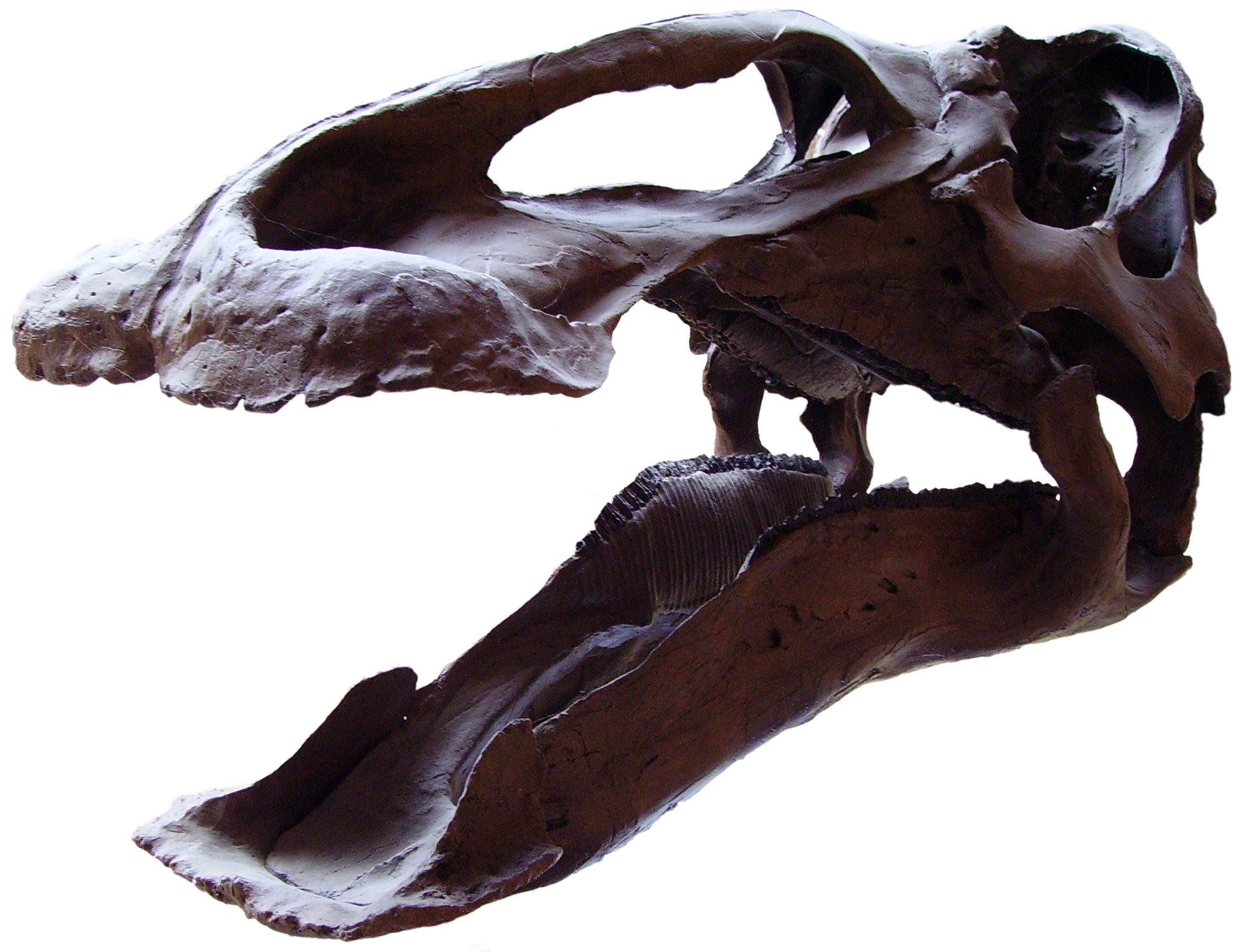
Sọ của E. annectens, cho thấy cái mỏ vịt và cấu trúc răng – Bảo tàng Khoa học Tự nhiên Đại học Oxford

Hộp sọ của một con Edmontosaurus trưởng thành có thể dài hơn 1 mét. Một hộp sọ của E. annectens (trước đây là Anatotitan) có chiều dài 1,18 mét. Hộp sọ có hình gần như tam giác trong hồ sơ,, không có đỉnh mào trên xương sọ. Nhìn từ phía trên, mặt trước và sau của hộp sọ mở rộng, với mặt trước rộng tạo thành hình mỏ vịt hoặc cái muỗng. Mỏ không có răng, và cả hai mỏ trên và dưới được kéo dài bởi keratin. Phần còn lại đáng kể của mỏ trên với chất sừng được biết đến từ mẫu "xác ướp" được lưu giữ tại Bảo tàng Senckenberg. Trong mẫu vật này, phần không được bảo quản bằng gỗ mun của mỏ mở rộng ít nhất 8 cm ra khỏi xương, chĩa xuống theo chiều dọc. Các lỗ mũi của Edmontosaurus sâu và nằm trong những lỗ bao quanh bởi vành xương khác biệt ở trên, phía sau và phía dưới. Trong ít nhất một trường hợp (mẫu Senckenberg), hiếm khi các vòng xơ cứng (scleotic ring) được bảo quản trong các ổ mắt. Một xương hiếm gặp khác, xương bàn đạp, cũng đã được tìm thấy trong một mẫu vật của Edmontosaurus.
Răng chỉ có mặt ở hàm trên (má trên) và xương răng của hàm dưới. Răng liên tục được thay thế, mất khoảng nửa năm để mọc hoàn chỉnh. Chúng bao gồm sáu loại mô, tương đương với sự phức tạp của răng thú có vú. Chúng phát triển thành các cột, với số lượng cột tối đa là 6 cột và số cột khác nhau dựa trên kích thước của con vật. Số lượng cột được biết cho hai loài là: 51 đến 53 cột mỗi hàm trên và 48 đến 49 cho mỗi xương răng (răng hàm trên hơi hẹp hơn so với ở hàm dưới) đối với E. regalis; và 52 cột cho mỗi xương hàm trên và 44 mỗi xương răng đối với E. annectens (một mẫu E. saskatchewanensis).

### Bộ xương

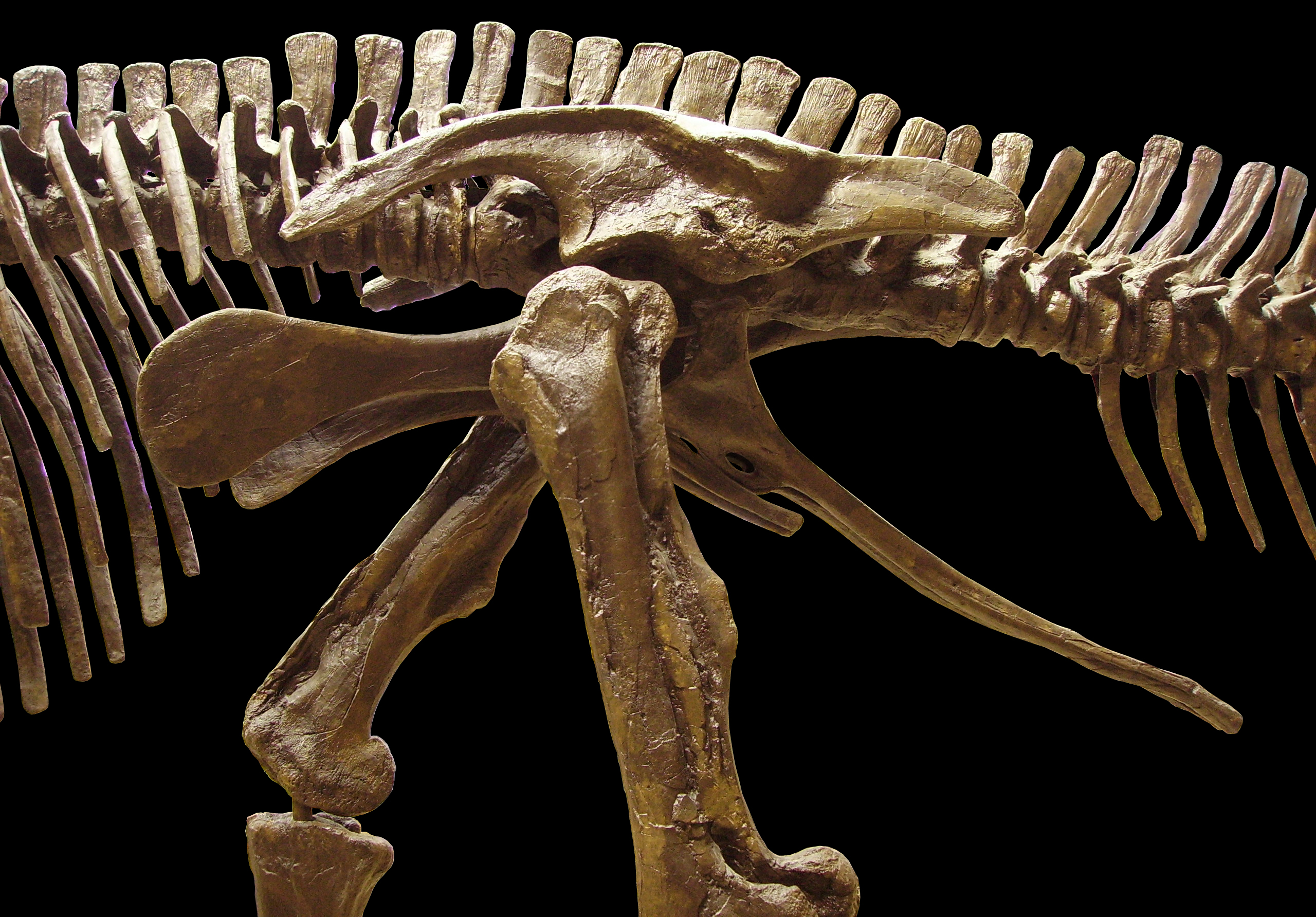
Xương hông của E. annectens

Số lượng đốt sống khác nhau giữa các mẫu vật. E. regalis có 13 đốt sống cổ, 18 đốt sống lưng, 9 đốt sống hông, và một số chưa xác định của đốt sống đuôi. Một mẫu vật được xác định là thuộc về loài Anatosaurus edmontoni (nay được coi là đồng nghĩa với E. regalis) được báo cáo là có thêm một đốt sống lưng và 85 đốt sống đuôi, với một phần phục hồi chưa được tiết lộ. Các loài khủng long mỏ vịt khác chỉ được báo cáo là sở hữu từ 50 đến 70 đốt sống đuôi, vì vậy thông tin này dường như đã bị ước thổi phồng. Lưng phía sau cong về phía mặt đất, với cổ cong lên và phần còn lại của lưng và đuôi được giữ theo chiều ngang. Hầu hết phần đuôi và lưng sau được xếp thành hàng bởi các gân cứng được bố trí trong một mạng lưới dọc theo các gai thần kinh của đốt sống. Tình trạng này đã được mô tả là làm cho lưng và ít nhất là một phần của đuôi chĩa thẳng như "que nhồi thuốc". Các gân cứng củng cố cột sống chống lại ứng suất hấp dẫn, sở dĩ bởi chúng là loài động vật lớn với cột sống ngang được hỗ trợ chủ yếu bởi các chân sau và hông.

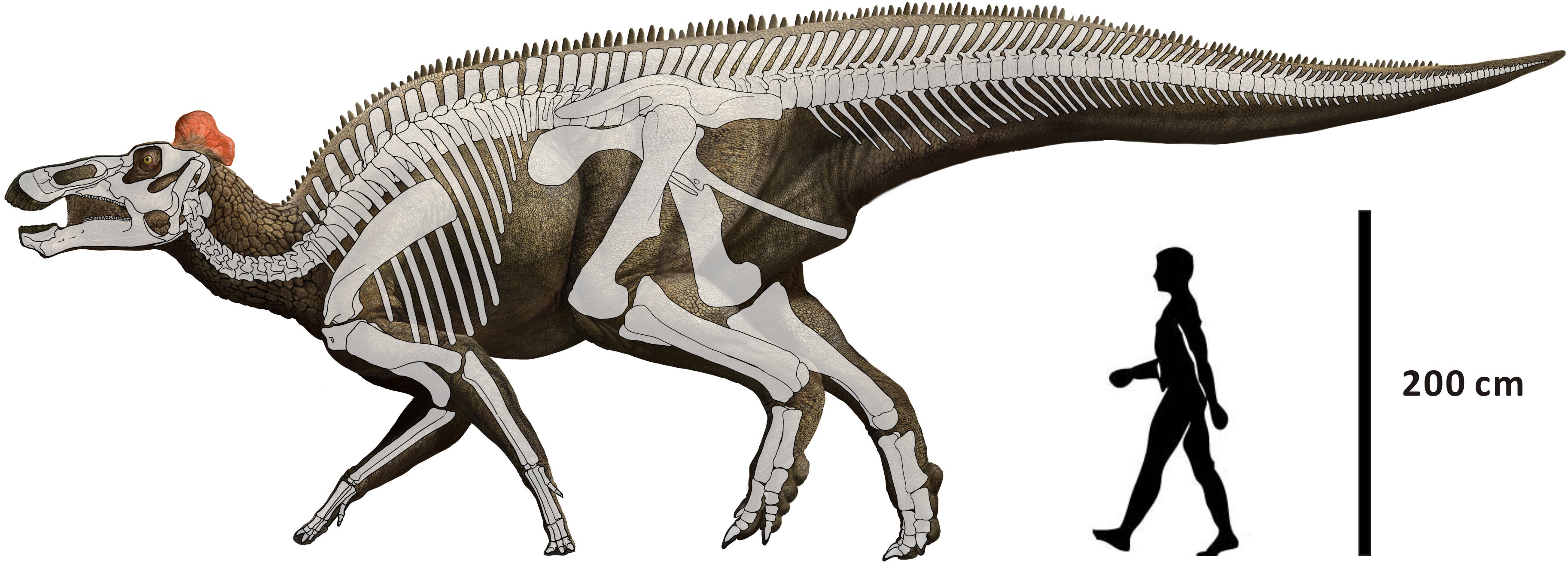
Phục dựng loài E. regalis

Xương vai dài giống như lưỡi dao, được giữ gần như song song với cột sống. Khung chậu bao gồm ba yếu tố: một xương chậu kéo dài trên khớp nối với chân, một đốt háng nằm phía dưới và phía sau với một thanh dài mỏng, và một xương mu ở phía trước phẳng. Cấu trúc của hông cản trở con vật đứng thẳng với lưng của nó dựng lên, bởi vì ở một vị trí như vậy, xương đùi sẽ đẩy vào khớp của xương chậu và xương mu, thay vì chỉ đẩy vào khối chậu rắn. 9 đốt sống hông hợp nhất cung cấp sức hỗ trợ cho hông.
Chân trước ngắn hơn và không săn chắc như chân sau. Xương cánh tay có một chỏm delta ngực lớn giúp gắn kết các cơ bắp, trong khi các xương trụ và xương đòn khá gầy. Xương cánh tay và cẳng tay có chiều dài tương tự nhau. Cổ tay rất đơn giản, chỉ với hai xương nhỏ. Mỗi bàn tay có bốn ngón tay, không có ngón tay cái. Các ngón tay thứ hai, thứ ba và thứ tư có chiều dài gần bằng nhau và được kết nối với nhau bằng một lớp phủ thịt. Mặc dù ngón tay thứ hai và thứ ba có những cái móng, những chỗ này nằm trong da và không nhìn được từ bên ngoài. Ngón cái tách ra khỏi ba ngón tay kia và ngắn hơn nhiều. Xương đùi chắc chắn và thẳng, với một đốt chuyển thứ tư nổi bật khoảng một nửa xuống phía sau. Dãy xương tạo chỗ bám cho các cơ bắp vào hông và đuôi kéo đùi (và do đó chân sau) lùi lại và giúp duy trì việc sử dụng đuôi như một cơ quan cân bằng. Mỗi chân có ba ngón, không có ngón chân to hoặc ngón chân nhỏ. Các ngón chân có những đầu nhọn giống như móng vuốt.

### Tế bào mềm

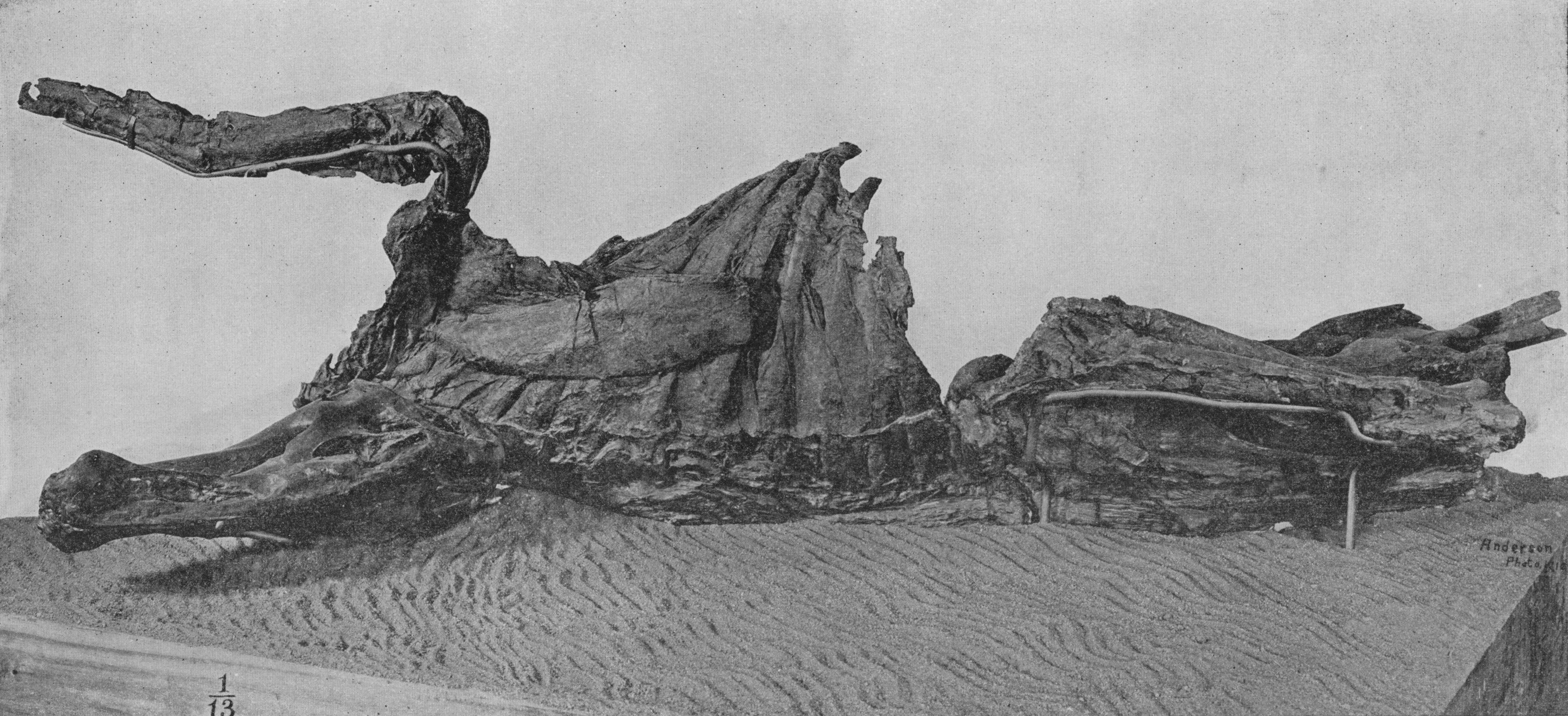
AMNH 5060: một con E. annectens với vết hằn da

Nhiều mẫu vật Edmontosaurus annectens đã được tìm thấy với những vết hằn của da in trên đá. Một số đã được công bố rộng rãi, chẳng hạn như "Xác ướp Trachodon" đầu thế kỷ XX, và một mẫu khác có biệt danh là "Dakota", mẫu này dường như bao gồm các hợp chất hữu cơ còn sót lại của da. Vì những phát hiện này, vảy của Edmontosaurus annectens được biết là phủ quát hầu hết cơ thể con vật. Cấu tạo của da ít được hiểu rõ hơn ở E. regalis, nhưng một số mẫu có điều kiện tốt đã được nghiên cứu, bao gồm một trường hợp mô mềm của mào trên đầu được bảo quản. Người ta không biết liệu một mào như vậy có xuất hiện ở E. annectens hay không và liệu đây có phải là đặc điểm lưỡng hình giới tính.
Một cái mỏ rhamphotheca được bảo tồn trong mẫu E. annectens LACM 23502, giữ tại Bảo tàng Hạt Los Angeles, cho thấy mỏ Edmontosaurus có hình móc và rộng hơn nhiều so với các ảnh minh họa trước đây từng mô tả.

## Phân loại
Edmontosaurus thuộc họ hadrosauridae hay khủng long mỏ vịt, cho đến nay họ khủng long này chỉ được biết đến từ cuối kỷ Phấn trắng. Chi này được phân loại vào họ saurolophinae (hay hadrosaurinae), một nhánh hadrosaurid không có mào rỗng. Các thành viên khác của nhóm bao gồm Brachylophosaurus, Gryposaurus, Lophorhothon, Maiasaura, Naashoibitosaurus, Prosaurolophus và Saurolophus. Chi này có liên quan chặt chẽ với hoặc bao gồm cả loài Anatosaurus annectens (hay Edmontosaurus annectens), một loài hadrosaurid lớn từ các thành hệ kỉ Phấn trắng mới nhất của miền tây Bắc Mỹ. Loài khủng long mỏ vịt khổng lồ từ Trung Quốc Shantungosaurus giganteus cũng tương tự về mặt giải phẫu như Edmontosaurus; M. K. Brett-Surman thấy rằng hai loài này chỉ khác nhau về các chi tiết liên quan đến kích thước lớn hơn của Shantungosaurus, dựa trên những gì đã được mô tả về chi này.
Trong khi Edmontosaurus được coi như là một saurolophine hoặc (= "hadrosaurine") chưa được thử thách, vị trí chính xác của nó trong nhánh này là không chắc chắn. Những cây phát sinh loài sớm, như được trình bày trong chuyên khảo 1942 của RS Lull và Nelda Wright, đã gộp Edmontosaurus và nhiều loài Anatosaurus (hầu hết trong số đó sau này sẽ được coi là loài bổ sung hoặc mẫu vật của Edmontosaurus) thành một nhánh của các loài hadrosaur đầu phẳng. Một trong những phân tích đầu tiên sử dụng phương pháp miêu tả theo nhánh học tìm thấy chúng có liên kết với Anatosaurus (= Anatotitan) và Shantungosaurus trong một nhánh "edmontosaur" không chính thức, được ghép nối với nhánh "sauroloph" có mào nhọn và có quan hệ xa hơn với các "brachylophosaur" và "gryposaur" mõm cong. Một nghiên cứu vào năm 2007 thực hiện bởi Terry Gates và Scott Sampson tìm thấy kết quả tương tự, trong đó Edmontosaurus vẫn gần Saurolophus và Prosaurolophus và xa hơn Gryposaurus, Brachylophosaurus, và Maiasaura. Tuy nhiên, đánh giá gần đây nhất của hadrosauridae, bởi Jack Horner và các đồng nghiệp (2004), đã cho một kết quả đáng chú ý khác: Edmontosaurus được lồng giữa Gryposaurus và các "brachylophosaur", và cách xa Saurolophus. Sự sai lệch phức tạp này là do các nghiên cứu về quan hệ tiến hóa giữa các loài hadrosaurine vẫn còn ít.

## Lịch sử nghiên cứu
Edmontosaurus có một lịch sử lâu dài và phức tạp trong giới cổ sinh vật học, đã trải qua nhiều thập kỷ với các loài khác nhau được phân loại trong các chi khác. Lịch sử phân loại của nó từng đan xen với các chi như Agathaumas, Anatosaurus, Anatotitan, Claosaurus, Hadrosaurus, Thespesius, và Trachodon,[10][37] và các nguồn tham khảo trước những năm 1980 thường sử dụng Anatosaurus, Claosaurus, Thespesius, hoặc Trachodon cho hóa thạch edmontosaur (trừ những mẫu được xếp vào loài E. regalis), tùy thuộc vào tác giả và ngày xuất bản. Mặc dù Edmontosaurus chỉ được đặt tên vào năm 1917, loài được ủng hộ lâu đời nhất của chi này (E. annectens) được đặt tên vào năm 1892 như là một loài Claosaurus.

## Các loài và phạm vi phân bố

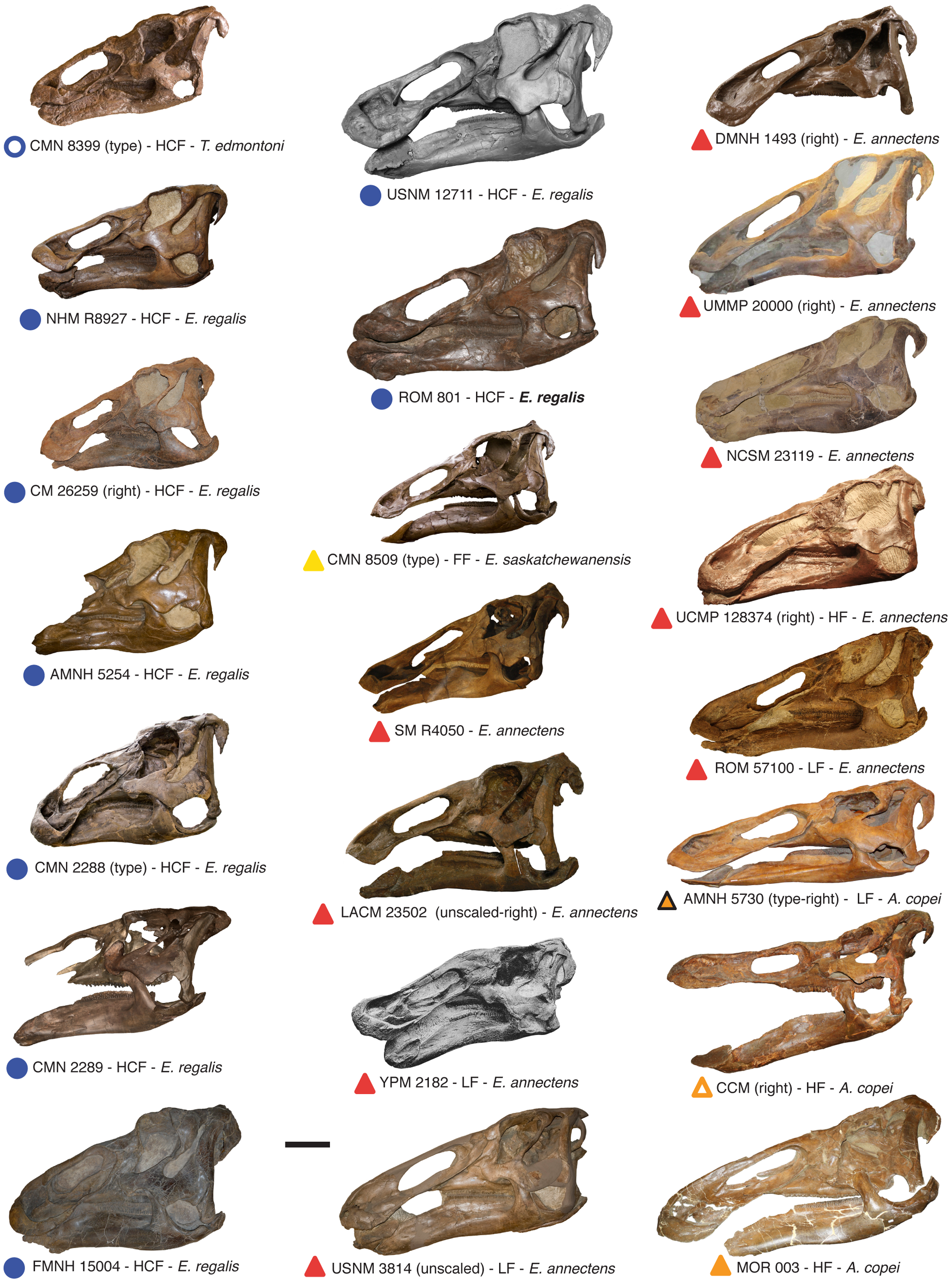
Hộp sọ hoàn chỉnh nhất của Edmontosaurus

Edmontosaurus chỉ có hai loài hợp lệ: E. regalis, và E. annectens. E. regalis chỉ được biết đến từ Thành hệ Hẻm Horseshoe tại Alberta, có niên đại vào bậc Campanian cuối kỷ Phấn trắng. Có ít nhất một chục cá thể được biết đến, bao gồm bảy hộp sọ có phần sau liền mạch và năm đến bảy hộp sọ khác. Các loài trước đây được coi là Thespesius edmontoni hoặc Anatosaurus edmontoni đại diện cho các cá thể chưa trưởng thành.
E. annectens được biết đến từ Thành hệ Frenchman tại Saskatchewan, Thành hệ Hell Creek tại Montana, và thành hệ Lance tại Nam Dakota và Wyoming. Chúng bị giới hạn trong các tầng đá Maastrichtian muộn, và đại diện bởi ít nhất hai mươi hộp sọ, một số có phần xương sau. Một tác giả, Kraig Derstler, đã mô tả E. annectens "có lẽ là loài khủng long nổi tiếng nhất cho đến nay [1994]." Anatosaurus copei và E. saskatchewanensis được cho là hai giai đoạn sinh trưởng của E. annectens: A. copei là dạng trưởng thành, và E. saskatchewanensis là dạng vị thành niên.[11] Trachodon longiceps có thể là danh pháp đồng nghĩa của E. annectens. Anatosaurus edmontoni; đã bị liệt kê nhầm là danh pháp đồng nghĩa của E. annectens trong cả hai đánh giá của nhánh Dinosauria, nhưng có lẽ đây không hoàn toàn là sai lầm.

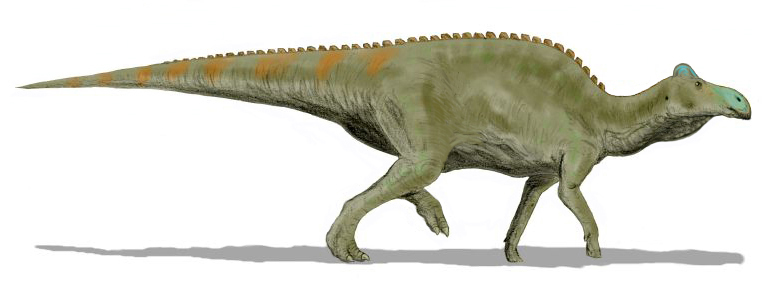
Phục hồi loài E. regalis

E. annectens khác với E. regalis bởi một hộp sọ dài hơn, thấp hơn, kém săn chắc hơn. Mặc dù Brett-Surman coi E. regalis và E. annectens có khả năng là đại diện cho giống đực và giống cái của cùng một loài, tất cả các mẫu E. regalis đều có niên đại già hơn mẫu E. annectens.
Các mẫu Edmontosaurin từ hệ tầng Prince Creek ở Alaska trước đây được gán cho Edmontosaurus sp. đã được đặt tên và chi loài riêng của chúng, Ugrunaaluk kuukpikensis. Tuy nhiên, việc tạo ra chi Ugrunaaluk như một chi riêng biệt bị đặt dấu hỏi bởi một nghiên cứu vào năm 2017 từ Hai Xing và các đồng nghiệp, những người coi đây là một Nomen dubium (danh pháp nghi ngờ) không có điểm khác biệt nào so với các Edmontosaurus khác. Edmontosaurus cũng được báo cáo từ thành hệ Javelina ở Vườn quốc gia Big Bend, phía tây Texas dựa trên mẫu TMM 41442-1, nhưng sau đó được coi là loài Kritosaurus cf. navajovius bởi Wagner (2001), trước khi được gán cho Kritosaurus sp. bởi Lehman et al. (2016).

## Cổ sinh thái học
Edmontosaurus là một chi đa dạng về cả về mặt thời gian lẫn không gian. Các đơn vị đá mà có chứa hóa thạch của chi có thể được chia thành hai nhóm theo độ tuổi: các thành hệ tại hẻm núi Horseshoe và sông St. Mary cổ hơn nhiều, trong khi đó các thành hệ như Frenchman, Hell Creek, và Lance thì trẻ hơn. Khoảng thời gian được ghi lại bởi thành hệ hẻm núi Horseshoe và các địa tầng tương đương còn được gọi là tầng Edmontonian, còn khoảng thời gian được ghi lại bởi các đơn vị trẻ tuổi hơn còn được gọi là tầng Lancian. Hai khoảng thời gian địa chất Edmontonian và Lancian có hệ động vật khủng long hoàn toàn riêng biệt.

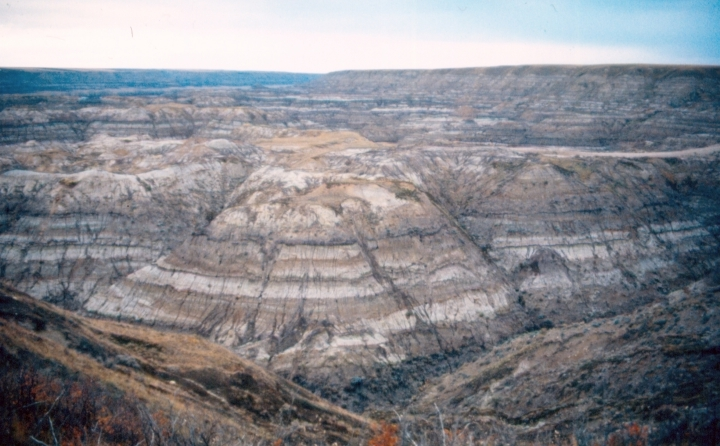
Thành hệ Hẻm Horseshoe gần Drumheller. Các dải màu đen là vỉa than.

Tuổi của các động vật có xương sống trên cạn ở tầng Edmontonian được xác định bởi sự xuất hiện đầu tiên của Edmontosaurus regalis trong hồ sơ hóa thạch. Mặc dù đôi khi hóa thạch của loài này được báo cáo là dấu hiệu của thời kỳ Maastrichtian sớm, tại hẻm Horseshoe thì thời gian này được cho là kéo dài hơn. Sự lắng đọng của đá trầm tích đã bắt đầu vào khoảng 73 triệu năm trước, vào cuối kỳ Campanian, và kết thúc vào khoảng 68,0 và 67,6 triệu năm trước. Edmontosaurus regalis được biết đến ở tầng đá thấp nhất trong số năm đơn vị đá của thành hệ Hẻm Horseshoe, nhưng vắng mặt từ tầng thứ hai đến tận đỉnh. Khoảng ba phần tư số lượng khủng long từ các vùng đất xấu gần Drumheller, Alberta có thể liên quan đến chi Edmontosaurus.
Giai đoạn Lancian là khoảng thời gian cuối cùng trước sự kiện tuyệt chủng kỷ Phấn trắng – Paleogen loại bỏ những loài khủng long phi điểu. Edmontosaurus là một trong những loài khủng long phổ biến nhất trong khoảng thời gian này. Robert Bakker báo cáo rằng nó chiếm 1/7 các mẫu khủng long lớn, với hầu hết phần còn lại (5/6) bao gồm khủng long sừng Triceratops. Đồng bằng duyên hải Triceratops-Edmontosaurus, bị chi phối bởi Triceratops, trải dài từ Colorado tới Saskatchewan.

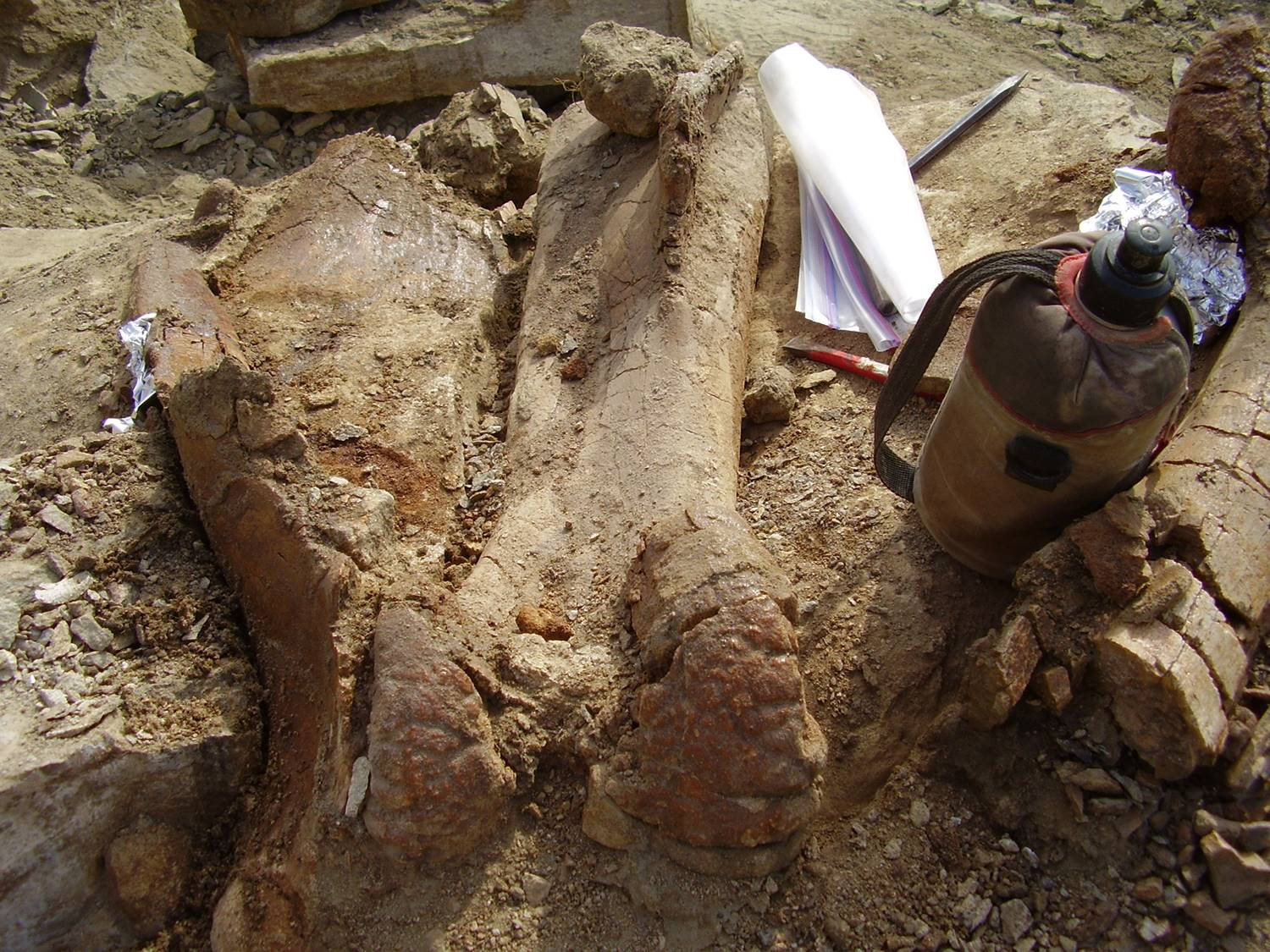
Hóa thạch của Edmontosaurus được khám phá tại đông Montana (Thành hệ Hell Creek).

Thành hệ Lance, lộ thiên với các tầng đá khoảng 100 km (62 dặm) về phía bắc của Pháo đài Laramie phía đông Wyoming, được hiểu là một môi trường bayou tương tự như đồng bằng ven biển Louisiana. Nó gần giống với một vùng đồng bằng sông lớn khi đi về phía Bắc của thành hệ Hell Creek và nhận được nhiều phù sa hơn. Những cây thông Họ Bách tán nhiệt đới và cọ rải rác trong các cánh rừng gỗ cứng, khác biệt với hệ thực vật từ đồng bằng ven biển phía bắc. Khí hậu ẩm ướt và cận nhiệt đới, với cây lá kim, cây cọ và dương xỉ trong đầm lầy, và cây lá kim, tro, sồi sống và cây bụi trong rừng. Cá nước ngọt, kì giông, rùa, thằn lằn đa dạng, rắn, chim biển, và động vật có vú nhỏ sống bên cạnh những con khủng long. Những loài khủng long bé chưa được phát hiện nhiều ở đây như trong các tầng đá của Hell Creek, nhưng Thescelosaurus dường như tương đối phổ biến. Triceratops được biết đến từ nhiều hộp sọ, có xu hướng nhỏ hơn so với những con ở phía bắc. Tầng hệ Lance là nới tìm ra hai mẫu edmontosaur "xác ướp".

## Cổ sinh vật học

### Tăng trưởng
Trong một nghiên cứu năm 2011, Campione và Evans đã ghi lại dữ liệu từ tất cả các hộp sọ "edmontosaur" từ tầng Campanian và Maastrichtian rồi phác đồ thị hình thái, so sánh các tính chất khác biệt của hộp sọ với kích thước hộp sọ. Kết quả của họ cho thấy rằng trong cả hai loài Edmontosaurus được công nhận, nhiều chi tiết trước đây được sử dụng để phân loại các loài hoặc chi bổ sung có liên quan trực tiếp đến kích thước hộp sọ. Campione và Evans giải thích những kết quả này dứt khoát cho rằng hình dạng của sọ Edmontosaurus thay đổi đáng kể khi chúng lớn lên. Điều này đã dẫn đến một số sai lầm rõ ràng trong việc phân loại loài trong quá khứ. Thespesius edmonton từ tầng Campanian, trước đây được coi là một danh pháp đồng nghĩa của E. annectens do kích thước nhỏ và hình dạng hộp sọ, có nhiều khả năng là một mẫu chưa trưởng thành của loài E. regalis. Tương tự như vậy, ba loài edmontosaur từ tầng Maastrichtian đã được công nhận trước đó có thể là các giai đoạn sinh trưởng của một loài duy nhất, với E. saskatchewanensis đại diện cho cá thể non, E. annectens đại diện cho cá thể mới lớn, và Anatotitan copei là con trưởng thành. Hộp sọ trở nên dài hơn và phẳng hơn khi con vật lớn lên.

### Hệ thần kinh

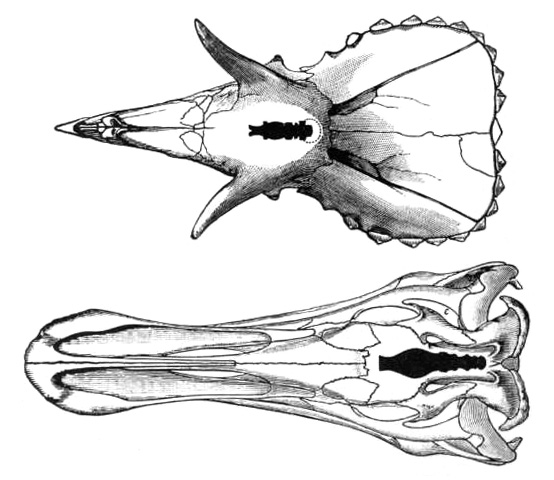
Sở đồ năm 1905 cho thấy hộp sọ khá nhỏ của Triceratops (trên) và E. annectens

Não của Edmontosaurus đã được mô tả trong một số tờ báo khoa học và tóm tắt dựa trên việc sử dụng mô hình của khoang não. E. annectens và E. regalis,[4] cũng như các mẫu không được xác định là loài này, cũng đã được nghiên cứu theo cách này. Bộ não không đặc biệt lớn đối với một con vật có kích thước của Edmontosaurus.Não chỉ chiếm khoảng một phần tư chiều dài của hộp sọ, và các mô hình khác nhau đã được đo với sai số trong khoảng 374 mililit (13 US fl oz)[75] đến 450 mililít (15 US fl oz), chưa tính đến trường hợp bộ não có thể chiếm chỉ 50% khoang sọ, phần còn lại của khoảng trống còn lại có thể chưa khoang cứng bao xung quanh não. Ví dụ, não của mẫu với mô hình sai số 374 mililit được ước tính có thể tích là 268 ml (9 US fl oz). Não là một cấu trúc kéo dài, và cũng tương tự như các động vật không thuộc lớp động vật có vú, chúng không có tân vỏ não. Giống như Stegosaurus, ống thần kinh được mở rộng ở hông, nhưng không đến mức độ tương tự: không gian nội soi của Stegosaurus có thể tích gấp 20 lần khối nội sọ của nó, trong khi đó không gian nội soi của Edmontosaurus chỉ lớn hơn 2,59 lần khối lượng.

### Thức ăn

#### Các thích ứng

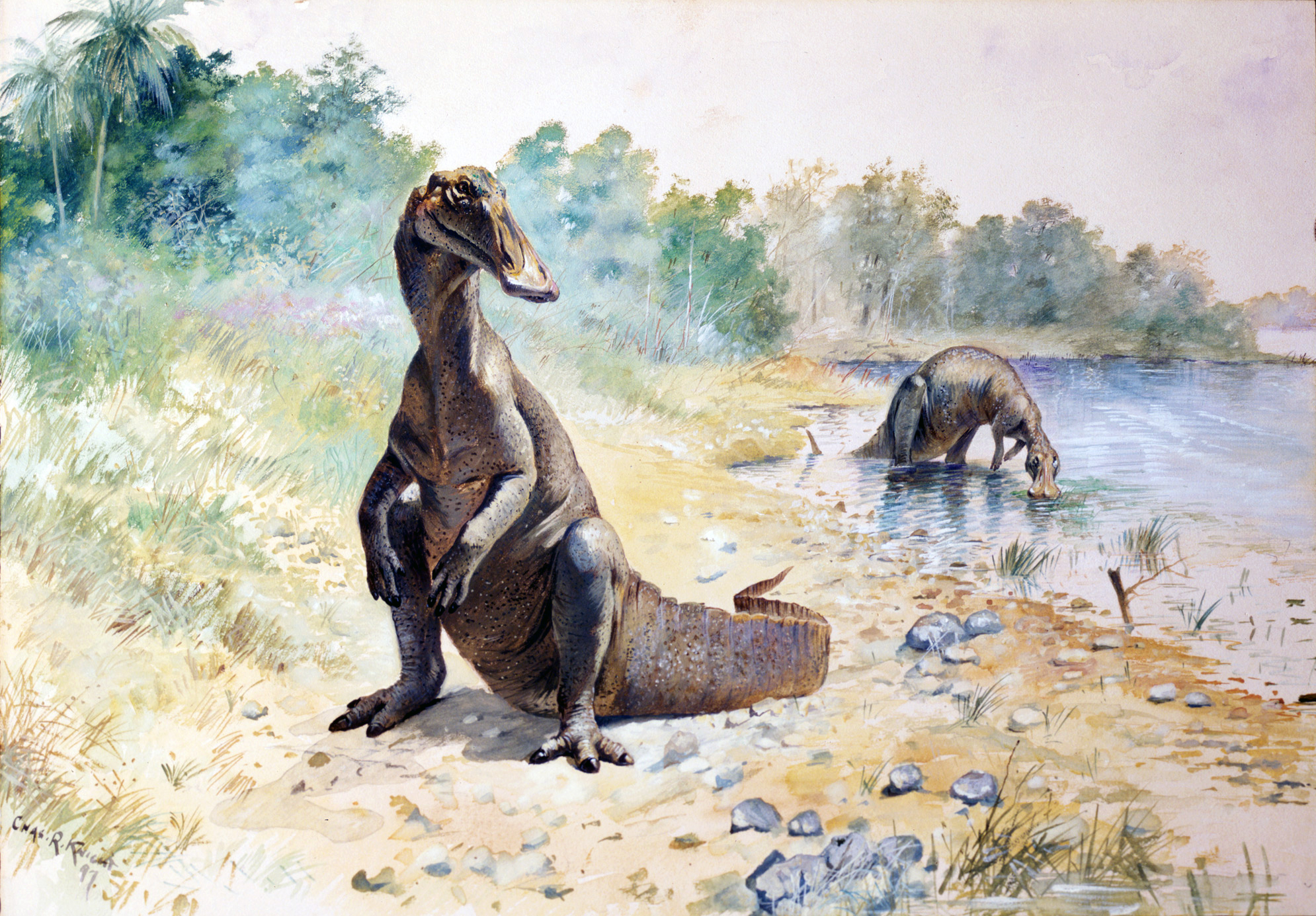

Là loài khủng long mỏ vịt, Edmontosaurus là loài ăn thực vật lớn trên cạn. Răng của nó liên tục được thay thế và tạo thành các "khối" có chứa hàng trăm chiếc răng, chỉ một vài chiếc trong số đó được sử dụng ở bất cứ thời điểm nào. Chúng sử dụng cái mỏ rộng để cắt thức ăn, có lẽ bằng cách cắt xén, hoặc bằng cách đóng hàm giống như vỏ sò trên cành cây và buốt các lá và chồi bổ dưỡng. Bởi vì các hàng răng bị thụt vào sâu bắt đầu từ bên ngoài của hàm, và vì các chi tiết giải phẫu khác, người ta suy đoán rằng Edmontosaurus và hầu hết các khủng long hông chim khác có cấu trúc giống như má, cơ bắp hoặc không có cơ bắp. Chức năng của má là giữ lại thức ăn trong miệng. Phạm vi tìm ăn của loài này ở trong khoảng từ mặt đất đến 4 mét (13 ft) bên trên.
Trước những năm 1960 và 1970, các nhà khoa học tin rằng các loài khủng long mỏ vịt như Edmontosaurus sống thủy sinh và ăn các cây thủy sinh. Một ví dụ về điều này là lời giải thích năm 1970 của William Morris về một hộp sọ edmontosaur tàn dư của mỏ không xương. Ông đề xuất rằng loài này có chế độ ăn giống như một số loài vịt hiện đại, lọc động vật không xương sống thủy sinh như động vật thân mềm và động vật giáp xác từ nước và xả nước qua rãnh hình chữ V dọc theo mặt của mỏ trên. Cách giải thích về mỏ này đã bị chối bỏ, vì các rãnh và bề lồi giống mỏ rùa ăn cỏ hơn là các cấu trúc linh hoạt được thấy trong các loài chim ăn lọc.

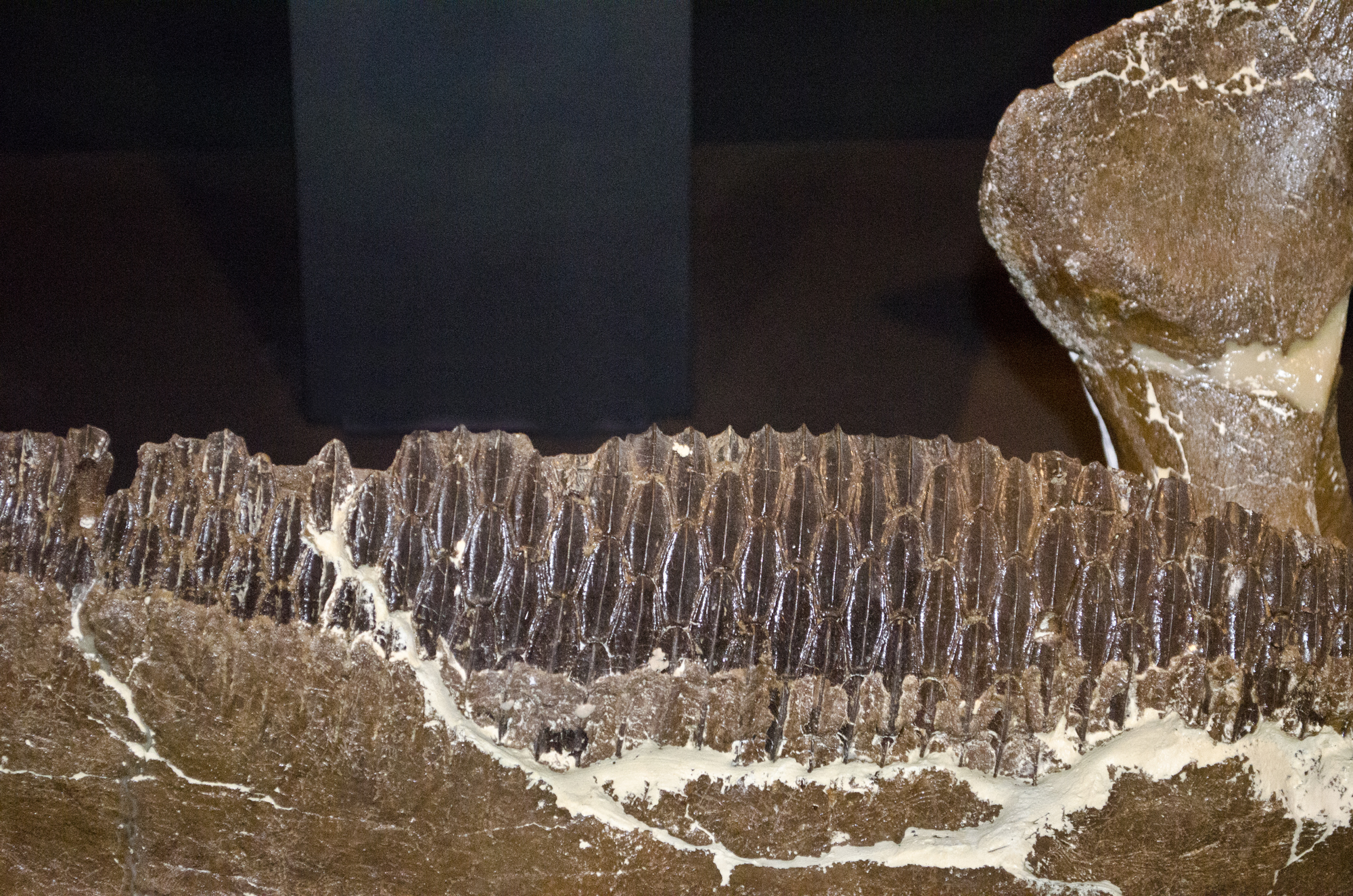
Răng của hàm dưới khi nhìn gần

Giữa những năm 1980 và thập niên đầu của những năm 2000, lời giải thích hiện hành về cách thức khủng long mỏ vịt tiêu hóa thức ăn của chúng theo mô hình được đưa ra vào năm 1984 bởi David B. Weishampel. Ông đề xuất rằng cấu trúc của hộp sọ cho phép chuyển động giữa ra sau và về trước của hàm dưới, và chuyển động cong xuống của các xương mang răng thuộc hàm trên khi miệng đóng lại. Hàm trên sẽ đập vào hàm răng hàm dưới như cái dũa, nghiền các nguyên liệu thực vật bị mắc kẹt giữa chúng. Chuyển động như vậy sẽ tương đương như hành động nhai trong động vật có vú, mặc dù quá trình này hoạt động một cách hoàn toàn khác. Khám phá vào đầu những năm 2000 đã thách thức mô hình của Weishampel. Một nghiên cứu được công bố vào năm 2008 bởi Casey Holliday và Lawrence Witmer đã phát hiện ra rằng các loài khủng long chân chim như Edmontosaurus thiếu các loại khớp xương sọ được tìm thấy trong những động vật hiện đại được biết là có hộp sọ động (hộp sọ cho phép chuyển động giữa các xương cấu thành của nó), chẳng hạn như ở bò sát có vảy và chim. Họ đề xuất rằng các khớp trước đây được hiểu là cho phép chuyển động sọ trong khủng long thực chất là các khu vực tăng trưởng sụn. Một chứng cứ quan trọng làm bằng chứng cho mô hình của Weishampel là các vết định hướng của sự trầy xước trên răng, cho thấy hướng của chuyển động hàm. Các chuyển động kiểu khác có thể tạo ra các vết xước tương tự, chẳng hạn như chuyển động xương của hai nửa hàm dưới. Không phải tất cả các mô hình đều được xem xét kỹ lưỡng theo các tiêu chuẩn kỹ thuật hiện tại. Vincent Williams và các đồng nghiệp (2009) đã công bố một tờ giấy về các vết xước hiển vi trên răng của loài này. Họ tìm thấy bốn loại vết trầy xước trên răng Edmontosaurus. Lớp phổ biến nhất được hiểu là kết quả của một chuyển động xiên, không phải là một chuyển động lên xuống đơn giản hoặc ngược lại, phù hợp với mô hình của Weishampel. Chuyển động này được cho là chuyển động chính để nghiền thức ăn. Hai lớp trầy xước khác được hiểu là kết quả của chuyển động tiến hoặc lùi của hàm. Các lớp khác là biến số và có thể là kết quả của việc mở hàm. Sự kết hợp của các chuyển động phức tạp hơn so với dự đoán trước đây.

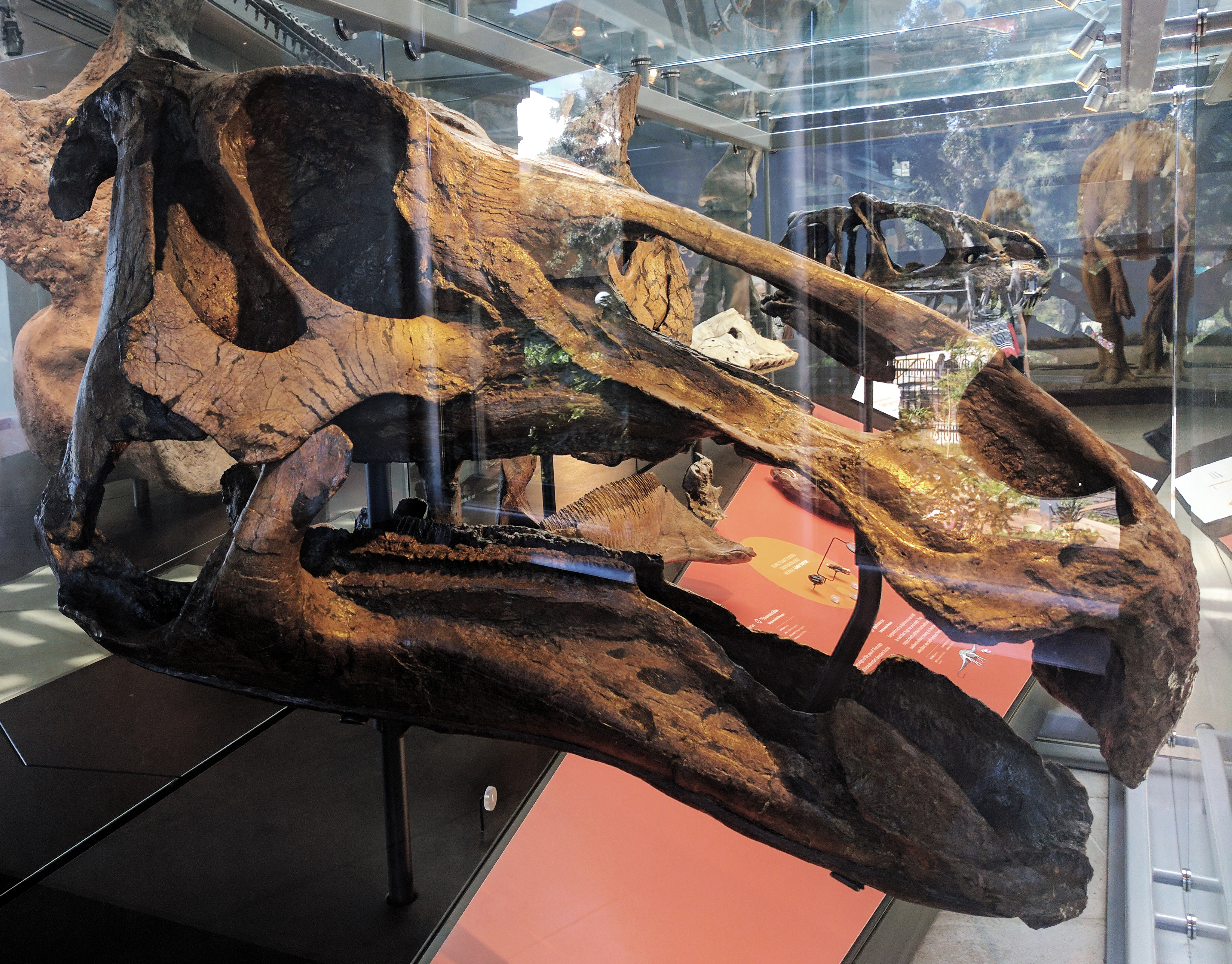
Sọ của E. annectens còn chứa chất sừng ở mỏ (bị gỡ bỏ một phần ở bên phải do nhầm lẫn), Bảo tàng Khoa học Lịch sự Tự nhiên Los Angeles

Weishampel đã phát triển mô hình của mình với sự trợ giúp của trình mô phỏng máy tính. Natalia Rybczynski và các đồng nghiệp đã cập nhật công trình này với một mô hình hoạt hình ba chiều phức tạp hơn nhiều, bằng cách quét hộp sọ của E. regalis bằng laser. Họ đã có thể tái tạo chuyển động được đề xuất với mô hình mới, mặc dù nhận thấy rằng chuyển động thứ cấp giữa các xương khác cần được điều chỉnh, với khoảng cách tối đa từ 1,3 đến 1,4 cm giữa một số xương trong chu kỳ nhai. Rybczynski và các đồng nghiệp không tin rằng mô hình của Weishampel khả thi, nhưng lưu ý rằng họ có nhiều cải tiến để nâng cao mô hình hoạt hình của họ. Các cải tiến lên kế hoạch bao gồm kết hợp các mô mềm và các vết mòn và vết trầy xước răng, điều này trên lí thuyết sẽ hạn chế cử động tốt hơn. Họ cũng lưu ý rằng còn hàng tá các giả thuyết khác để kiểm tra. Nghiên cứu tiếp theo được công bố vào năm 2012 bởi Robin Cuthbertson và các đồng nghiệp đã tìm thấy những chuyển động cần thiết cho mô hình của Weishampel, và ủng hộ một mô hình trong đó chuyển động của hàm dưới có khả năng mài giũa thức ăn. Khớp của hàm dưới và hàm trên sẽ cho phép chuyển động trước sau cùng với vòng quay thông thường, và khớp trước của hai nửa của hàm dưới cũng sẽ cho phép chuyển động; kết hợp, hai nửa của hàm dưới có thể di chuyển hơi qua lại cũng như xoay nhẹ dọc theo trục dài của chúng. Những chuyển động này sẽ giải thích cho các răng bị mòn và một hộp sọ có kết cấu chắc chắn hơn so với mô hình của Weishampel.
Bởi vì vết trầy xước chiếm ưu thế trong kết cấu hiển vi của răng, Williams et al. Edmontosaurus được đề xuất là động vật gặm cỏ thay vì là động vật bứt lá, giả thuyết này dự đoán sẽ có ít vết trầy xước do ăn ít vật liệu mài mòn hơn. Các ứng cử viên cho thức ăn mài mòn bao gồm các thực vật giàu silic như Equisetum và đất bị vô tình nuốt phải do ăn ở mặt đất. Cấu trúc răng cho thấy khả năng cắt và nghiền kết hợp.
Các báo cáo về sỏi dạ dày, trong chi Claosaurus có thể là nhầm lẫn đôi. Đầu tiên, mẫu vật đã có thể thực sự là loài Edmontosaurus annectens. Barnum Brown, người phát hiện ra mẫu vật vào năm 1900, gọi nó là Claosaurus vì E. annectens được cho là đồng nghĩa Claosaurus vào thời điểm đó. Ngoài ra, có nhiều khả năng là các viên sỏi bị lẫn vào trong quá trình con vật bị hóa thạch.

### Dáng đi

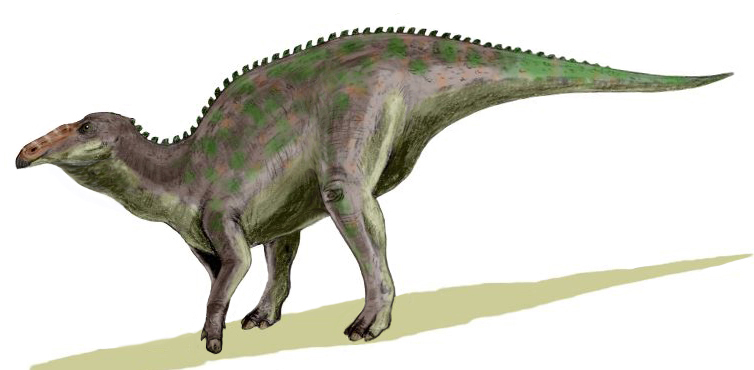
E. annectens trong dáng bốn chân

Giống như những con khủng long mỏ vịt khác, Edmontosaurus được cho là loài đi bằng hai chân có hạn chế, có nghĩa là chúng chủ yếu di chuyển trên bốn chân, nhưng có thể sử dụng riêng hai chân sau khi cần thiết. Chúng có thể đã đi bằng bốn chân khi đứng yên hoặc di chuyển chậm rãi, và chuyển sang sử dụng hai chân khi di chuyển nhanh hơn. Nghiên cứu được tiến hành bằng mô hình máy tính năm 2007 cho thấy Edmontosaurus có thể chạy ở tốc độ cao, lên đến 45 km/h (28 dặm/h). Các mô phỏng sau này sử dụng mẫu gần trưởng thành ước tính nặng 715 kg (1.576 lb) khi còn sống tạo ra một mô hình có thể chạy hoặc nhảy hai chân, chạy bộ, đi bước kiệu hoặc chạy sải với bốn chân đối xứng đơn hoặc phi nước đại. Các nhà nghiên cứu ngạc nhiên là dáng chạy nhanh nhất là bước nhảy kangaroo! (tốc độ mô phỏng tối đa là 17,3 m/s (62 km/h; 39 mph)), mà họ coi là không hợp lý do kích thước quá lớn của con vật và thiếu các bằng chứng dấu chân nhảy trong hồ sơ hóa thạch, và thay vào đó giải thích kết quả là lỗi thiếu chính xác trong mô phỏng của họ. Kiểu chạy không nhảy nhanh nhất là phi mã (tốc độ mô phỏng tối đa 15,7 m/s (57 km/h; 35 mph)) và chạy hai chân (tốc độ mô phỏng tối đa 14,0 m/s (50 km/h; 31 mph)). Họ đã tìm thấy chứng cứ yếu cho bước chạy hai chân là lựa chọn có khả năng nhất cho chuyển động tốc độ cao, nhưng không loại trừ khả năng con vật di chuyển bằng bốn chân tốc độ cao.
Từng được cho là thủy sinh hoặc bán thủy sinh trong một thời gian dài, những loài khủng long mỏ vịt không phù hợp cho việc bơi lội như những loài khủng long khác (đặc biệt là các loài khủng long chân thú, những loài từng được cho là đã không thể truy đuổi con mồi dưới nước). Hadrosaurid có bàn tay mảnh mai với các ngón tay ngắn, khiến cho chân trước không hiệu quả để đẩy con vật dưới nước, và đuôi của chúng cũng không hữu ích để bơi vì các dây chằng rất chắc làm tăng độ cứng của đuôi và các điểm gắn cơ đuôi di chuyển từ bên sang bên rất kém phát triển.

### Tương tác với khủng long chân thú
Khoảng thời gian và phạm vi địa lý của Edmontosaurus chồng chéo với Tyrannosaurus, và một mẫu vật trưởng thành của E. annectens được trưng bày tại Bảo tàng Khoa học Tự nhiên Denver cho thấy bằng chứng về một vết cắn trên đuôi. Đếm ngược từ hông, các đốt sống thứ mười ba đến mười bảy đã bị hư hỏng đồng nghĩa với một cuộc tấn công từ phía sau bên phải. Một gai sống bị nát một phần, và những cái khác bị lệch; ba cái có dấu răng rõ ràng. Đỉnh của đuôi cao ít nhất là 2,9 mét (9,5 ft), và loài khủng long chân thú duy nhất được biết đến từ cùng một thành hệ đủ cao để tấn công cái đuôi như vậy là T. rex. Các xương đã hồi phục một phần, nhưng con edmontosaur đã chết trước khi các vết thương lành lại hoàn toàn. Vết thương cũng cho thấy dấu hiệu nhiễm trùng xương. Kenneth Carpenter, người nghiên cứu mẫu vật, lưu ý rằng dường như có cả một vết rạn nứt đã lành ở hông trái trước khi con vật bị cắn vì nó đã liền lại hoàn toàn. Ông suy đoán rằng con edmontosaur này bị chọn là mục tiêu do nó đã đi khập khiễng bởi chấn thương trước đó. Do nó sống sót sau cuộc mai phục, Carpenter cho rằng nó có thể đã nhanh hơn kẻ tấn công, hoặc thiệt hại này phát sinh bởi nó sử dụng đuôi như một vũ khí tự vệ chống lại các tyrannosaur.

### Hành vi xã hội

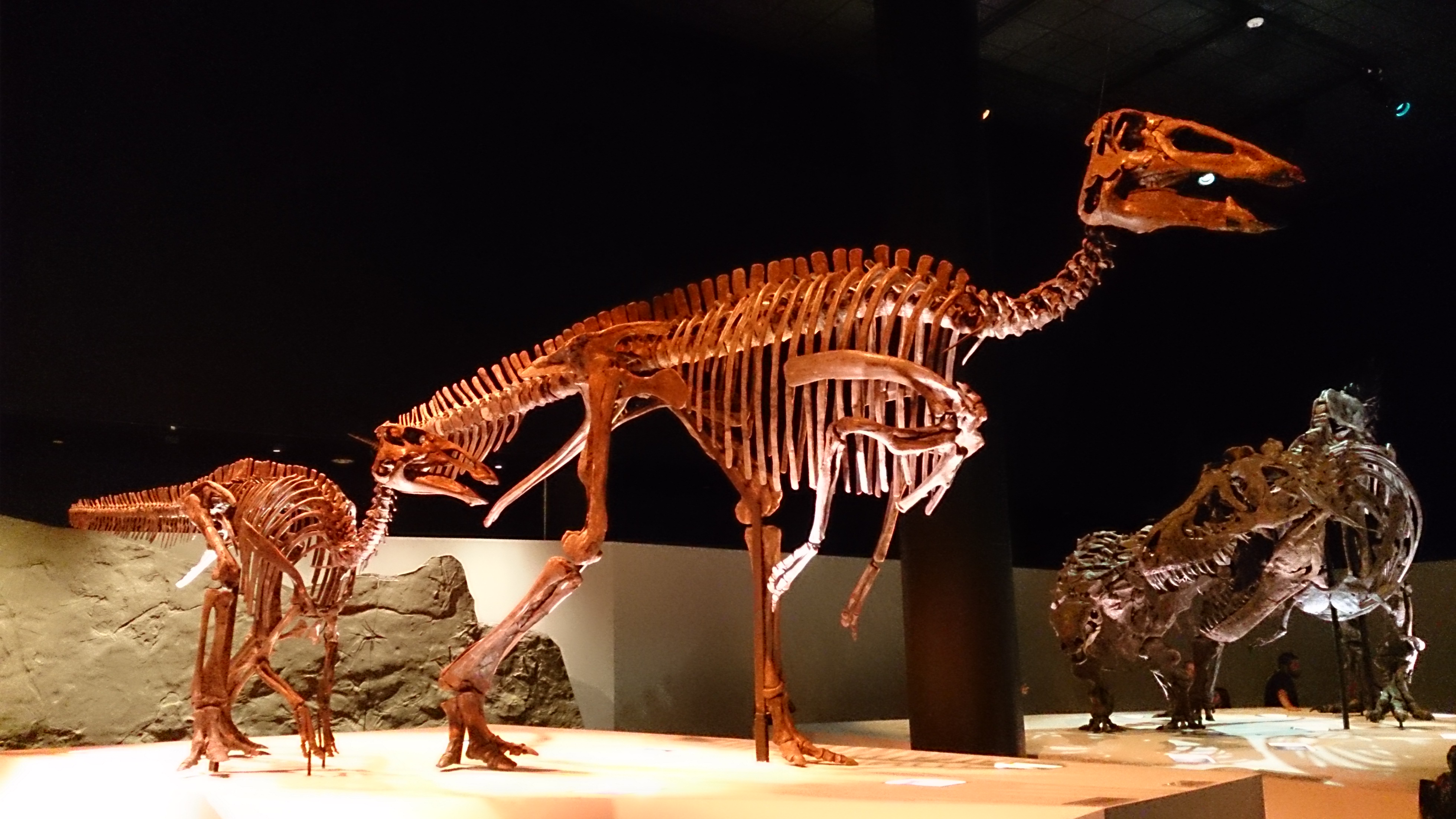
Khung xương mô hình của một con E. annectens non và trưởng thành

Nhiều tầng xương khác nhau được biết đến là của Edmontosaurus, và các khu tập trung này gợi ý rằng chúng là loài có tính bầy đàn, sống theo nhóm. Ba mỏ đá chứa tàn dư của Edmontosaurus được xác định trong cơ sở dữ liệu hóa thạch năm 2007 của các tầng xương, từ Alberta (Thành hệ Hẻm Horseshoe), Nam Dakota (Thành hệ Hell Creek), và Wyoming (Thành hệ Lance). Một tầng xương edmontosaur, từ đá sét và đá bùn của hệ tầng Lance ở phía đông Wyoming, có diện tích hơn một kilomet vuông, xương Edmontosaurus tập trung nhiều nhất trong một khu vực rộng 40 ha thuộc khu vực này. Người ta ước tính rằng đã có khoảng từ 10.000 đến 25.000 con edmontosaurs đã có mặt ở đây.
Không giống như nhiều loài khủng long mỏ vịt khác, Edmontosaurus thiếu mào xương. Nó có thể có một cấu trúc phô trương tạo từ mô mềm trên hộp sọ, mặc dù vậy: xương xung quanh lỗ mũi có những vết lõm sâu xung quanh hốc thở, và cặp hốc này được các nhà khoa học đề xuất rằng là để bơm hơi vào các túi khí to, có lẽ con vật dùng chúng để hiển thị các tín hiệu thị giác và thính giác. Hiện tượng nhiều hình thái có thể đã xuất hiện trong chi Edmontosaurus, có nghĩa là chúng có hai dạng cơ thể săn chắc và mảnh mai, nhưng chưa có bằng chứng rằng điều này có liên quan đến sự lưỡng hình tình dục.
Edmontosaurus đã được coi là một loại di cư theo một số tác giả. Một đánh giá năm 2008 về nghiên cứu di cư khủng long của Phil R. Bell và Eric Snively đã đề xuất rằng loài E. regalis có khả năng di chuyển hàng năm với quãng đường hơn 2,600 km (1600 dặm), miễn là nó có hệ trao đổi chất và tỷ lệ dự trữ chất béo cần thiết. Một chuyến đi như vậy sẽ đòi hỏi tốc độ vào khoảng 2 đến 10 km/h, và có thể đi từ Alaska đến Alberta. Trái ngược với Bell và Snively, Anusuya Chinsamy và các đồng nghiệp đã kết luận từ một nghiên cứu về cấu trúc vi mô của xương rằng Edmontosaurus ở vùng cực qua đông mà không di cư.